# 异型雄蕊
异型雄蕊，或称雄蕊异型（heterostemony），在植物学上指的是同一朵花内的不同雄蕊在形态、大小和颜色等方面有显著的区别，并在植物的繁殖中承担不同功能的现象。通常是经过长期演化，与传粉功能高度适应的结果。
在野牡丹科、茄科、千屈菜科等类群中都有二型雄蕊的存在，而豆科、鸭跖草科等类群中则存在更为复杂的三型雄蕊。

## 研究历史
查尔斯·达尔文在1862年最早提出了雄蕊的功能分化学说，并使用野牡丹科的玫红四瓣果作为研究材料进行研究，但没有得到理想的结果。
德国植物学家赫尔曼·穆勒于1881年在《自然》上发表了自己对于「两种不同功能的雄蕊存在于同一朵花中」的研究，这是首次对于异型雄蕊的报道。

## 二型雄蕊

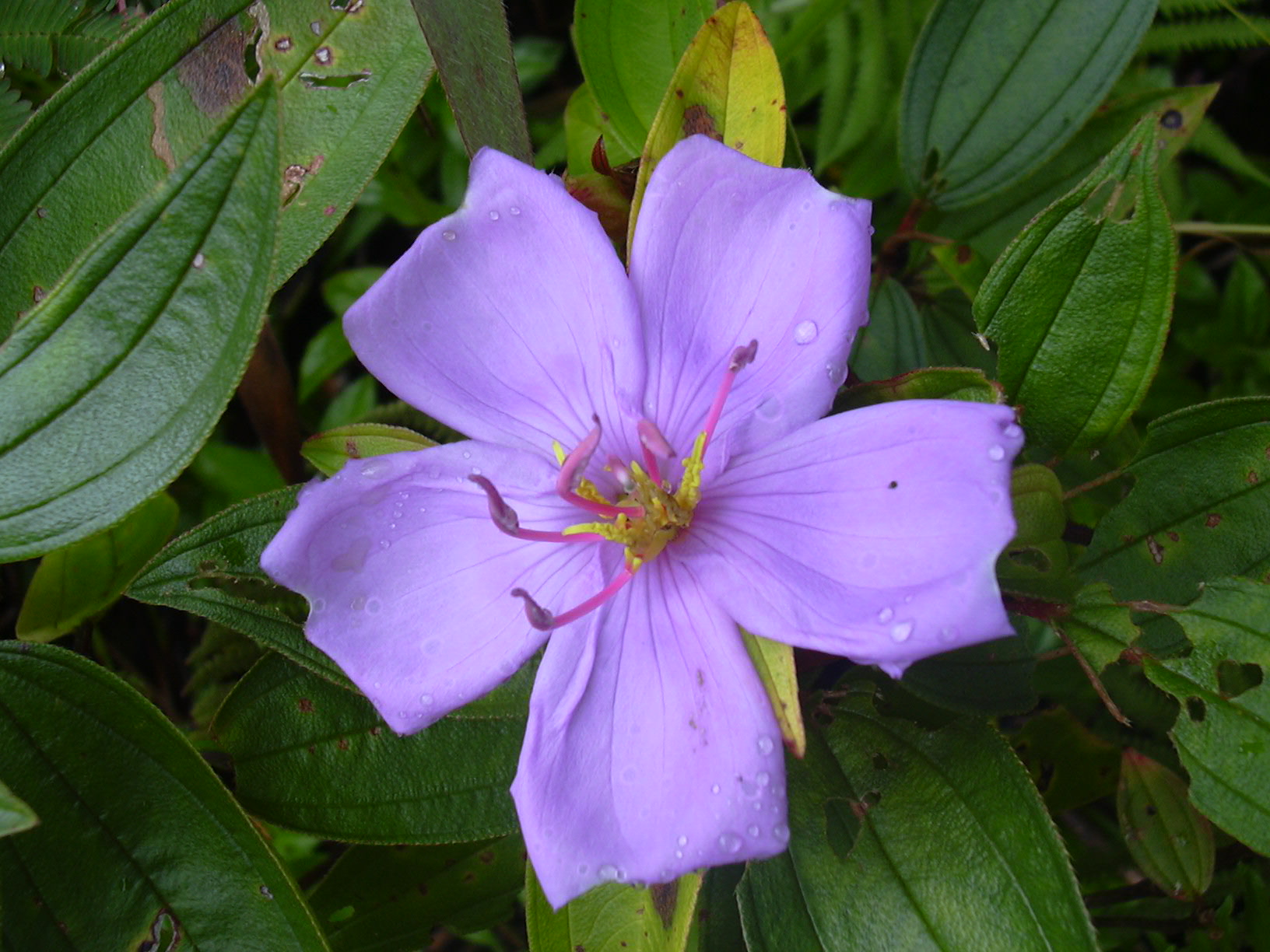
野牡丹的花。紫红色和黄色为两种不同型的雄蕊。

野牡丹具有两种不同型的雄蕊，外轮雄蕊较长，紫红色，内轮雄蕊较短，鲜黄色，外轮雄蕊的花丝和花粉囊明显更长，其花粉化学组分和活性变化均无显著差别，但外轮雄蕊的花粉含量明显多于内轮雄蕊，雌蕊位置和长度均与外轮雄蕊近似。
野牡丹的主要传粉昆虫来自木蜂属（Xylocopa），偶见食蚜蝇、青条花蜂等昆虫访花。
木蜂属昆虫在访花时，会直接飞向内轮雄蕊，用足抓住黄色雄蕊, 用口器挤出花药中的花粉，在此过程中，因为其腹部压在外轮雄蕊上，会令外轮雄蕊将花粉喷出，粘在其胸腹部和背部。它访问下一朵花时，便会将花粉带到下一朵花的柱头上。
而青条花蜂和食蚜蝇既采食黄色花粉，也采食紫色花粉，并且会用整个身体抱住花药, 长时间驻留在雄蕊花药上，却因为身体小而难以碰到雌蕊，因此它们不是有效的传粉者。如此访花者只采食花粉，而对植物的传粉毫无帮助的行为，称为「盗食现象」。
通过对植物的花去除不同类型的雄蕊进行对照试验，进一步证明，黄色的内轮雄蕊有吸引昆虫的功能，而紫红色的外轮雄蕊和紫色的花被片对昆虫几乎没有吸引作用。

## 三型雄蕊

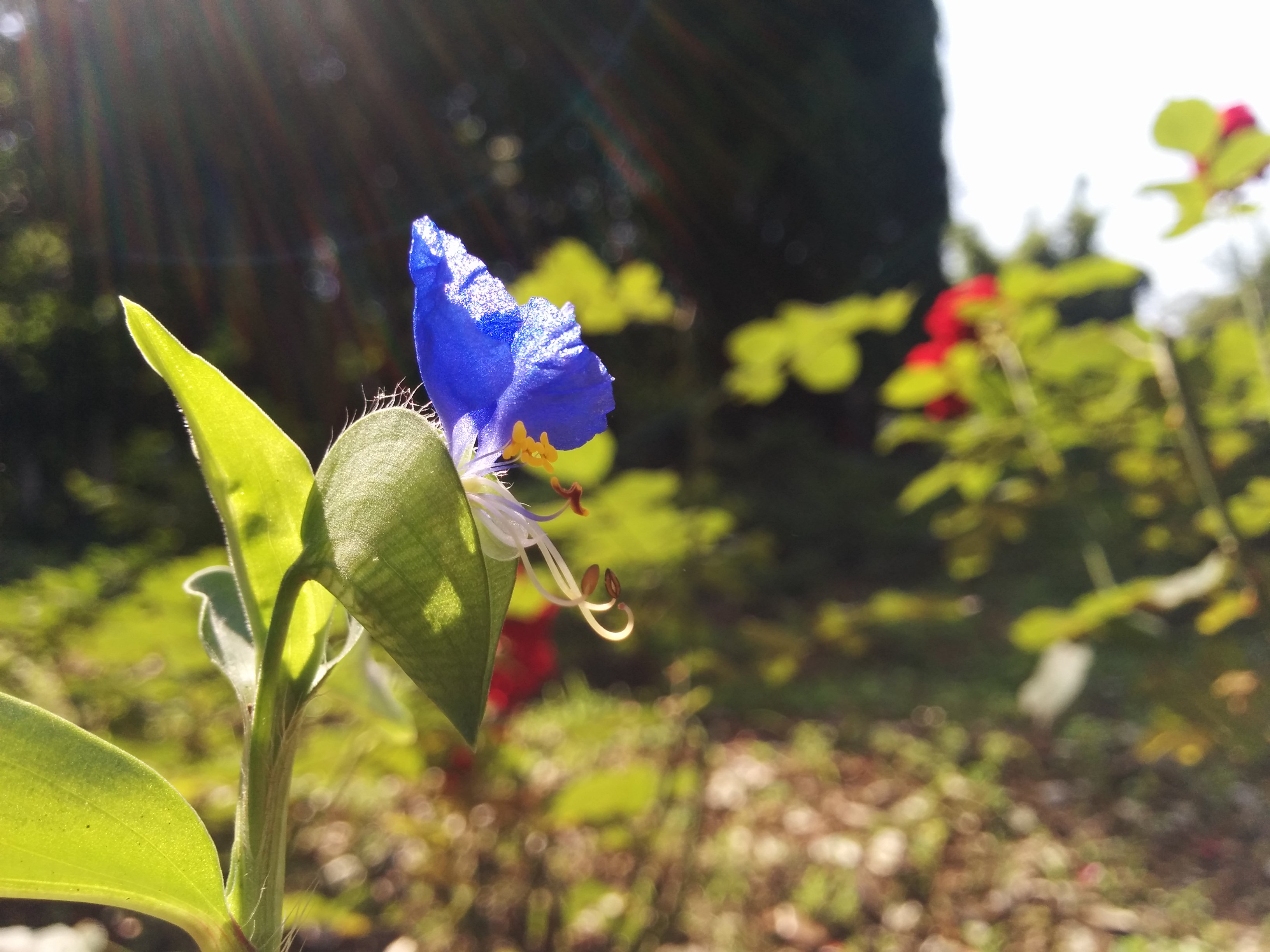
鸭跖草的花（三型雄蕊明显）

鸭跖草是一种具有典型三型雄蕊的植物，本文以此为代表介绍三型雄蕊。其雄蕊中间四枚，其中三枚较短的不育，呈亮黄色十字形，称为S型雄蕊；一枚稍长的可育，呈暗黄色，称为M型雄蕊；下部两枚更长的可育，呈棕褐色，称为L型雄蕊。大部分花的雌蕊柱头与L型雄蕊近等长。
鸭跖草三型雄蕊与繁殖密切相关，由于鸭跖草没有蜜腺，花粉是鸭跖草提供给访花者的唯一报酬。在三种雄蕊中，S型雄蕊只有极少量花粉（只有M型雄蕊的1/13），起的是欺骗性地吸引访花者的作用；M型雄蕊有花粉，起到吸引访花者和为访花者提供报酬的双重作用，称为觅食型雄蕊；L型雄蕊能促进柱头的花粉落置，是传粉型雄蕊。黄色的S和M型雄蕊可以吸引访花者，并引导其降落至有利于传粉的位置，如果移除S和M型雄蕊，棕色可育的L型雄蕊的花粉移出和柱头的花粉落置都会下降。